# Microfotografia

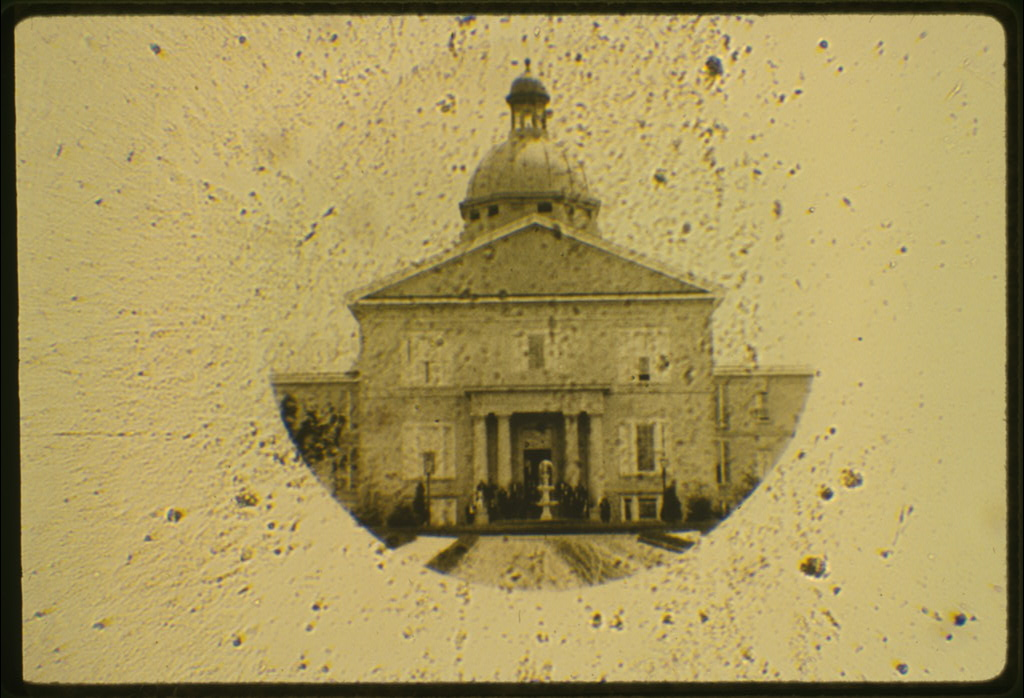
Una microfotografia d'1 mm di diametro, ca. 1858.

Le microfotografie sono stampe fotografiche rimpicciolite fino a raggiungere la scala microscopica. La microfotografia è l'arte, la capacità e l'insieme di tecniche necessarie ad ottenere tale tipo di immagini fisiche (stampate). Le applicazioni della microfotografia possono includere lo spionaggio come nel Caso del nichelino cavo, in cui ci si riferisce a tale procedimento con la parola microfilm.
Usando il processo del dagherrotipo, John Benjamin Dancer fu uno dei primi a produrre microfotografie, nel 1839.
Questi riuscì a raggiungere un tasso di riduzione di 160:1. Il signor Dancer perfezionò le sue procedure di riduzione attraverso l'utilizzo del processo a collodio di Frederick Scott Archer, sviluppato nel 1850-51, ma interruppe il suo lavoro decennale sulle microfotografie, che praticava a livello hobbistico, senza documentare i suoi procedimenti. L'idea che la microfotografia non potesse ricoprire maggior interesse dell'essere una semplice novità fu un'opinione condivisa dall'edizione del 1858 del Dictionary of Photography che si riferiva al procedimento come una "bazzecola infantile"
Gli oggetti per osservare le microfotografie noti un tempo al grande pubblico furono i gioielli fotografici noti come "Stanhope Viewers" o "Stan Hopes", su invenzione di René Dagron; erano un modo pratico e popolare per portare con sé ed osservare le microfotografie.
Come già detto, una importante applicazione della microfotografia sono i microfilm.
La microfotografia non va confusa con la fotomicrografia, cioè la fotografia di soggetti non visibili ad occhio nudo, ottenuta mediante una fotocamera collegata ad un microscopio.